# All My Love
„All My Love“ je předposlední písní na albu In Through the Out Door od anglické rockové skupiny Led Zeppelin z roku 1979. Autory jsou Robert Plant a John Paul Jones, píseň obsahuje syntezátorové sólo hrané právě Jonesem. Plant tuto píseň napsal jako poklonu svému synovi Karacovi, který v roce 1977 zemřel na infekci žaludku v pěti letech.
All My Love je jednou ze dvou písní, na kterých neměl podíl Jimmy Page, co se týče jejich napsání. Druhá píseň je „South Bound Saurez“, také z alba In Through the Out Door.

## Zajímavosti
Přibližně v čase 2:51, během syntezátorového sóla, zahraje Jones omylem dvě noty najednou. Spekuluje se ale také o tom, že to bylo schválně jako disonant.